# 長野誠
長野 誠（ながの まこと、1972年3月30日 - ）は、日本の元漁師、船員。TBS『SASUKE』のSASUKEオールスターズの1人で、史上2人目の完全制覇者。宮崎県延岡市出身。前職は株式会社タカスイ漁業部で勤務し「第50金比羅丸」船長、宮崎県延岡市観光大使。体脂肪率は5.7%（2003年時点）。長男は長野塊王。

## 来歴
2004年、鹿児島県阿久根港を中心に運航する漁船「第28金比羅丸」の船長に就任。
2006年10月11日放送の『SASUKE2006秋』第17回大会で史上2人目の完全制覇を達成。
2009年、結婚。同年6月3日、長男・塊王が誕生。
2012年、「第50金比羅丸船長」に就任。
2016年、『SASUKE2016』第32回を以て引退を表明した。
2020年、日本中が新型コロナウイルス蔓延で苦しんでいる状況を元気付けたいと、第38回大会（12月29日放送）に復活を果たした。放送翌日にはYouTubeチャンネルを開設。
2022年、記念大会のため、息子の長野塊王と共に第40回記念大会（12月27日放送）に出場した。
2023年、4月末をもって漁師を退職し、知り合いの紹介でタグボートの船員に転職した。同年12月27日放送の『SASUKE2023』第41回大会で、長男・塊王が1st STAGEクリアの史上最年少クリアを樹立した。
2024年8月21日放送の『SASUKEワールドカップ2024』にJAPAN Legendのチームメンバーとして選出され、キャプテンを務めた。
2025年、長男が高校に進学した。

## 人物
- 元々はアジ・サバを獲る漁師で、1か月で20〜25日[動画 5]、1年で300日以上を海の上で過ごす漁師。番組側からは「史上最強の漁師」というキャッチフレーズをつけられている[3]。

- 出場の服装は黒のタンクトップで挑む[注 3]。

- 出場を続けるにつれて仕事で出世し、2004年に「第28金比羅丸」船長、2012年からは「第50金比羅丸」船長となっている。
- スポーツ歴は、野球・柔道・器械体操[動画 6]。

- 自身の性格について「人にあまり興味がない」という[動画 6]。
- 酒は下戸で、一滴も飲めない。

- スポーツ経験は特になかったというが、『黄金筋肉』の番組内の企画である「基礎体力測定」の結果、オリンピックアスリート並みの身体能力を持っていることが判明している（後述の「黄金筋肉（基礎体力測定）」も参照）。
- リスペクトしているSASUKE選手に森本裕介を挙げている[動画 7][注 4]。

## エピソード
職場の仲間が見せてくれたビデオをきっかけに『SASUKE』の存在を知り、山田勝己に憧れ出場を決心。応募は冗談半分だったという。漁船の自室に家族の写真と並べて山田の写真を貼り、山田同様失敗したエリアのセットを自宅に作って練習したことから「第2の山田」と呼ばれた。当初は山田と同様にSASUKE出場を家族が反対していた。
2001年春の『SASUKE』第7回大会に初出場（当時29歳）。船の高所で命綱もつけずに逆立ち、腹筋、人間こいのぼりをするという衝撃的な内容の応募ビデオがスタッフの目に留まっての出場となった。その後は第11〜13回まで3大会連続でFINALに進出するなど驚異的な記録を残した。
初出場自体は第7回大会だが、実はその前の大会で書類選考が通り、出場が決まっていたことがあるが、大会1週間前に通知が来たことと、当時の職場の社長に告げていなかったため、断っていたという。
SASUKEのトレーニングは、大会2週間前のうち2日間しかやっていなかった。

## SASUKEでの戦歴

### 大会ごとの戦歴

#### 第7回大会〜第10回大会
初出場は第7回。そり立つ壁でタイムアップ（ゼッケン87、全カット）。
第8回は同大会に出場した選手の中で、最速ペースの40秒以上を残してそり立つ壁まで進出するも、再びタイムアップ。（ゼッケン41、ダイジェスト）。
大会終了後、自宅にそり立つ壁のセットを設立。これは『筋肉番付』でも取り上げられ、出場を決意するきっかけとなった山田勝己の姿と重なるものがあったため「第2の山田」と呼ばれた。また、この回の軽やかな動きの競技を荒木直之、宮岡良丞らは印象に残るシーンとしてあげている。
第9回から、挑戦時に黒のタンクトップに黒のズボンの服装が定着した。今大会はそり立つ壁を一発でクリアし、1stを22.85秒残しの最速タイムで突破。2ndも2.3秒残しで突破し、リニューアルされた3rdのトップバッターに。新設されたランブリングダイス、ランプグラスパーを突破し、最終エリア・パイプスライダーまで到達。着地に失敗したものの最優秀成績者となった（ゼッケン61）。
第10回は、正式にSASUKEオールスターズに仲間入りし、ゼッケン番号も999番と昇進。今大会はパイプスライダーを自作して練習を積んだことがVTRで明かされた。自身の出番前に挑戦したオールスターズが3人連続で1stでリタイアした中、長野も負の連鎖を断ち切れず、ジャンプハングで綱を掴み切れずにもんどりを打って1回転して落水。

#### 第11回大会
第11回は1stで前回リタイアしたジャンプハングでやや体勢を崩しながらも突破し、13.70秒残しでクリア。2ndも19.80秒を残しでクリア。3rdではパイプスライダーを両足着地で成功させ、今大会唯一のFINAL進出者となる。FINALでは、スパイダークライムから綱への移行での約4秒のタイムロスが響いて、残り約3mのところでタイムアップ。その後のインタビューでスタッフから「（家族が反対している）SASUKE挑戦を続けるのか?」と聞かれ「そこが分からないんです」と答えた（ゼッケン96）。

#### 第12回大会
第12回は初のゼッケン100番となった。ゼッケン95番から5人連続1stクリアの状況で、15.82秒残しの最速突破。2ndも14.6秒残しで最速突破し、1st・2nd同時最速タイムを達成。3rdも突破し、2大会続けてFINALに進出。FINALではタイムアップ音と同時にボタンを押すも、わずか0秒11の差で完全制覇を逃す。タイムアップと同時に頂上に到達したため、スタート地点に戻されず、初めて頂上まで登った。その後カメラスタッフから、「下（ファイナル頂上からのみ眺められる景色）、見ますか?」の問いに対し、「見ません。また、いつか来た時に」と語り、上からの景色を見下ろすことなくその場を後にした。
本大会のFINALのシーンは『サスケマニア』で募集された「SASUKE名場面BEST10」の第7位に選出され、『SASUKE』の公式YouTubeでは、長野自身が選ぶ名場面の第2位に挙げ、この出来事を「幻の完全制覇」と称している。なお、第1回から実況を務めてきた古舘伊知郎がこの大会を以て降板したため、今大会での長野のFINALが古館の最後のSASUKE実況となった。

#### 第13回大会
今大会前に行われた「SASUKEトライアル」に参加。1回目の挑戦は、ターザンロープからロープクライムへの移行で滑り落ちリタイア。落下時の残り時間は約33秒だった。2回目の挑戦で26.55秒残しで全体第2位のタイムを叩き出した。
大会前には「第28金比羅丸」船長となった。
第13回もゼッケン100番で登場。1stを29.03秒残し、2ndを18.77秒残しでSASUKE史上初かつ唯一の2大会連続の1st・2nd同時最速タイムを達成。3rdではパイプスライダーでパイプが後退しながらも両足着地を成功させ、3大会連続のFINAL進出。FINALでは綱登りでロープが風に煽られて動く影響で登りづらくなり、最後はボタンに手が伸びたもののタイムアップ。

#### 第14回大会〜第16回大会
第14回は1stを30.00秒残し、2ndを9.9秒残しでクリア。3rd最後の挑戦者となるが、新設されたジャンピングバーの3つ目の飛び移りで掴んだ直後に落下。後のインタビューでは「ちょっと（滑り止めの）粉をつけすぎて滑った感じでした」と語った。アナウンサーからはその分（ファイナルへの切符を逃して）悔しいのではないか？と問われると「まぁ、楽しめましたから（それで）いいですよ」と語った（ゼッケン100）。
第15回は1stを23.59秒残しの最速タイムで通過。2ndでは進出した6人全員がクリアしていた中、挑戦前に「飛び移りが怖いんですよ」と危惧していたメタルスピンを掴み逃し、初の2ndリタイアとなる（ゼッケン100）。この大会唯一の2ndリタイアでもあった。
第16回は1stそり立つ壁で1度ミスをする場面があったものの、8.99秒残して突破。2ndは前回リタイアしたメタルスピンもクリアし、2大会振りの3rdに進出しデビルブランコまで到達したものの、ワイヤーが後ろの休憩所に絡まってしまうというメカニカルアクシデント。更にパイプスライダーのバーも掴み損ねた反動でジャンプしても届かない位置にまで移動してしまい、飛びつきにいったがそのまま転落した。挑戦終了後のインタビューでは「あそこでさえ、つまずかなければ行けていたと思います」と語った（ゼッケン100）。

#### 第17回大会
第17回は大会前に白鳥文平宅で竹田敏浩、秋山和彦と共に「SASUKE合宿」を行った。
今大会は、第10回以来となるゼッケン99番での登場。自身の競技前から強い緊張が襲っている様子を見せた中での挑戦となった。1stは新エリアのサークルスライダーで、対岸への着地で体勢を崩す場面を見せたが、その後は危なげなく各エリアを攻略しクリア。2ndではスパイダーウォークを5秒で攻略。直後のバランスタンクではよそ見をしながら対岸まで到達するパフォーマンスを見せつける貫禄のクリア。3rdでは、パイプスライダーで初めて着地時に手をついて攻略した。本人も「危なかった。移動中もちょっと滑った」とつぶやくが、4度目のFINAL進出を決める。FINALでは2.56秒を残して史上2人目、7年ぶりの完全制覇を成し遂げた。
長野は直後のインタビューで実況の初田啓介に「（頂上には）何がありましたか?」と聞かれ「ここには本当は何もないです。ただ、俺はSASUKEが好きで、オールスターズみんなとSASUKEをやることが凄く楽しくて、いつもそれだけで頑張ってます」と答えた。
第17回放送の翌週にドキュメンタリー番組『SASUKEに生きる男たち』が放送された。初代完全制覇者の秋山は「もうSASUKEのチャンピオンは僕じゃなくて、長野誠です」というコメントを残し、かつて長野が憧れた山田は「道のりは長かったね。だからすごい感動できる」というコメントを残している。その後、共にFINALに挑戦した長崎とオールスターズに胴上げされ、3rdの池に放り込まれ、改めて完全制覇の祝福を受けた。
収録終了後、株式会社タカスイは長野誠完全制覇祝勝会が開かれた。
長野は第18回が大リニューアルすることに対して「SASUKEの進化は楽しみです。逆に俺を落としてくれというような気持ちもあります」と語っている。
なお、この大会の長野の完全制覇は『サスケマニア』で募集された「SASUKE名場面BEST10」で最も多くの票を集め、第1位に選出された他、長野本人も自身が選ぶ名場面の第1位に挙げている。
そしてこの完全制覇直後のインタビューは4人目の完全制覇者、森本裕介のSASUKE出場のきっかけとなるのであった。

#### 第18回大会〜第20回大会
全面リニューアルが施された第18回は、ゼッケン争奪マラソンで「90〜99番あたりのゼッケンを取りたいです。100番は緊張しますので」と発言し、90番以上で唯一残っていた96番を取った。今大会は長野の挑戦前までクリア者3人という状況であった。1stでは、バンジーブリッジでただ一人、バランスを崩さずに二足歩行でクリアしてみせ、23.25秒残しの最速タイムで突破。2ndはスタートエリア・ダウンヒルジャンプでロープがレールの終点まで滑らずに途中で止まるトラブルが起き、勢い余って着地時に転落しかけるもサーモンラダーに到達。6〜7段目でバーが傾いた後、下の位置にある方を強引に持ち上げる手法を取り、初の2ndクリア者となる。3rdは第9回以来5年ぶりのトップバッターとなった。新クリフハンガー2→3本目に飛び移る際、左手で上の支柱を掴んでしまい、マットに到達後長野は「ダメダメダメ、ダメ！ダメです」と叫び、自らファールを申告。VTR判定の結果、コースアウトで失格となった。長崎峻侑・髙橋賢次と共に最優秀成績タイとなった。なお、これを受けて、番組側は新クリフハンガーの上の支柱を掴むことができないように設計を見直した。
第19回は3大会振りにゼッケン100番で出場。オールスターズのメンバーが立て続けに1stでリタイアし、99人終了時点でのクリア者が2人の状況下で挑戦。そり立つ壁を突破した際に50秒の制限時間を残した中で、猛威を奮っていたフライングシュートでジャンプの高さが足りず、手だけでロープを掴みにかかったことが仇となり転落。1st連続クリアの記録は8で止まった。挑戦終了後のインタビューで「何が足りなかったか」と問われると「気持ちですね」と率直に答えた。
第20回前に内臓の疾患で入院。当時の宮崎県知事である東国原英夫の激励も受けた。
第20回は述べ2000人目の挑戦者としてゼッケン2000番をつけて出場。1stは前回同様2人しかクリア者がいない状況で、8.43秒を残して3人目のクリア者に。続く2ndはスタートエリア・ダウンヒルジャンプでバランスを崩し、ロープを掴んだ直後に落下。第18回では、大跳躍をして逆にマットの着地に失敗しかけたエリアだけに「苦手意識が働いて、スタート前から落ちると思っていました」と述懐している。

#### 第21回大会〜第23回大会
第21回は1stを12.97秒残しでクリア。2ndでは、ソリを購入して人工スキーを使って練習したダウンヒルジャンプをクリアした直後に右手で胸を撫で下ろし、その後は危なげなくエリアを攻略しクリア。3rdは新クリフハンガーをクリアし、最終エリア・グライディングリングに進出。その際、腕力だけでリングを最終地点まで進めたものの、ジャンプ前に力尽きて落下した。後に長野は「リングが思ったより滑らず、最終地点にたどり着くまでに腕がパンパンになってしまっていました」と述懐している（ゼッケン100）。大会終了後、制作サイドはこの事実を踏まえグライディングリングの滑りを修正した。
第22回は猛威を奮っていた1stの新エリア、スライダージャンプでネットを掴むまでの距離が足りずに落下した（ゼッケン100）。
第23回では、大会前に前回失敗したスライダージャンプを港に自作して練習を重ね、挑戦前の紹介VTRでは「これ(スライダージャンプ)を超えれば今回は、FINALまで行けると思います」と述べていたが、そのスライダージャンプで落下。しかし、その直後に長野が「ロープが止まったよ！」と言葉を残したため、スローVTRでチェックしたところ、パイプに繋がっているロープがセットの鉄骨に絡まるアクシデントが発生していたことが判明。このアクシデントは制作サイド側の問題であったため、これまでの長野の挑戦はノーコンテストの判定が下され、1stの再挑戦が認められた。最初の挑戦から43分後、竹田敏浩のタンクトップを借りて再挑戦。先に1stをクリアしていた漆原裕治らが「やり直しは（体力的に考えて）無理ではないか」と語っていた中、15.79秒を残して1stをクリア。この際、実況を担当していた小笠原亘から「長野こそがミスターSASUKE！長野こそがSASUKEの絶対君主！」と実況された。2nd・3rdも突破し、自身5度目のFINAL進出。第12回で白鳥文平が当時36歳でFINALに進出した記録を塗り替え、当時37歳にしてFINAL最年長進出となった。FINALは頂上付近でタイムアップとなり、自身8度目の最優秀成績者となる（ゼッケン100）。2023年現在、第40回大会での多田竜也による2年11ヶ月27日と僅かに更新されるまでは、この2年11ヶ月17日ぶりのFINAL進出は最長ブランクであった。

#### 第24回大会〜第26回大会
第24回は1stジャンピングスパイダーの終盤付近で転落しリタイア（ゼッケン100）。挑戦後のインタビューでは「これは本当にバカみたいなミスです。慌てました。自信過剰になってましたね。後半スピードが落ちるんで、行けるところは早めに早めにって考えてたもので、それが仇になりましたね」と語った。
第25回は抽選によりゼッケンが決められていたものの、完全制覇の3人はシードとしてそれぞれ100（漆原裕治）、98（秋山和彦）が与えられ、長野は第17回以来となるゼッケン99番での挑戦。挑戦前に「ここが不安」と語っていたサークルスライダーでロイター板の踏み切りに失敗し、サークルを掴めず転落。自身2度目となる2大会連続の1stリタイアとなった。
第26回前にはトランポリンの練習に励んだ。1stのジャンピングスパイダーの張り付きに失敗して転落しリタイア（ゼッケン99）。自身初の3大会連続1stリタイアとなる。

#### 第27回大会〜第31回大会
第27回は3大会ぶりにゼッケン100番での挑戦。大会前に父が他界し、今回は「父のために2度目の完全制覇をします」と意気込んだ。1stはジャイアントスイングではロイター板を一切踏み込まずに突破し、9.55秒残しでクリア。2ndでは警告音が鳴る中、ウォールリフティングで焦る素振りを見せず、1.65秒残してのクリア。4大会振りに進出した3rdは初挑戦のアルティメットクリフハンガーの4→5本目（15cmの短い突起）で落下した。インタビュー前、後、挑戦中のクリフハンガー前の休憩ポイントでの仲間の会話を含めて「ここが山場になるだろうとは思っていました」と語った。なお、クリフハンガー系統で落下したのはこの時が初めてである。また、2024年現在、長野が最後に3rdに進出した大会となっている。
40代を迎えて初めての挑戦となった第28回は、大会前にこれまでの「第28金比羅丸」から、新しく製造された「第50金比羅丸」の船長となり、ゼッケン100番での挑戦。オールスターズ4人の脱落を直前に見届けた後の挑戦となった。1stで猛威を振るっていたローリングエスカルゴ、スピンブリッジの難関エリアを素早く攻略し、十分に制限時間を残したまま2連そり立つ壁に到達するも、2つ目の4.5mの壁を登れずタイムアップとなる（ゼッケン100）。そり立つ壁系統エリアでの脱落は第8回以来となった。これ以降、長野はそりたつ壁が新たな鬼門となることになる。
第29回は1stの挑戦前に、スタート台から新エリア・ロングジャンプの対岸までの距離を見て「うわ遠いな⋯」と不安を口にした。全力疾走で対岸に飛び移りクリアしたものの、着地直後に右太腿を痛めるアクシデント。その影響で2連そり立つ壁の2つ目の壁を登れずにタイムアップ（ゼッケン100）。
第30回は「塊王(長男)も理解できる年齢になったので、良いところを見せてやりたいです」と語り、ゼッケン2999番で登場。6kgの重りを腰に巻いて走り込むトレーニングを敢行し、2大会続けて阻まれた2連そり立つ壁の2つ目の壁を一発で突破。12.89秒残しで40代になって初の1stをクリア。2ndではスワップサーモンラダーの3→4段目の移動で、バーの右側が突起に乗り切らず下段に脱線し、当時のルールによる失格扱いでリタイア。挑戦後のインタビューでは「バックストリームまでたどり着いてどれくらい（自分だとどれくらい疲れるのか）見てみたい（試したい）です」と語った。2024年現在、長野が最後に2ndに進出した大会となっている。
第31回は初めてゼッケン98番で出場。1stの新エリア・タックルで脚力を削られ、その後のそり立つ壁でタイムアップ。その瞬間には「やっぱり（脚に）来るなー」とタックルの猛威に呑み込まれる形に、リタイア後のインタビューでは（SASUKEを続けるかどうかは）「コンディション次第ですね」と語った。

#### 第32回大会
第32回大会前に長野は熟考の末に、自分の体力の限界を感じ取り、SASUKEからの引退を決意。長野の挑戦までに、1stクリア者が8人の中での挑戦となった。新エリアであったダブルペンダラムでは、ただ1人バーにぶら下がりながらサンドバッグを蹴って勢いを付ける作戦が功を奏し見事突破。続く前回リタイアしたそり立つ壁を2度目で攻略するも、警告音の中、最終エリアのランバージャッククライムを登り切った直後のクリアボタンまであと僅かのところでタイムアップ（ゼッケン100）。引退が決まり、並走していた竹田は「よく頑張ったよ、よく頑張った」と長野のSASUKE人生を労い、山本進悟はスタート時から人目も憚らず大量の涙を流した。妻は「最後の結果はどうあれ、今まで十分SASUKEに貢献してきた1人だと私は思っているので、そんな旦那を持てて私はとても誇りに思います」と語った。
挑戦終了後に引退セレモニーが行われ、クリアボタンと出場選手らの寄せ書きが記されたペナントがプレゼントされた。スピーチでは「このSASUKEを通して、今の若い子や子供たちが私の16年間を見て、夢や希望、そして目標を持ってくれたら、ここまで頑張ったことに対して、喜びを感じて悔いなく引退できると思います。本当に今日までありがとうございました。」と語った。最後は仲間たちによって胴上げされ、クワッドステップスの池に落とされた。

#### 第33回大会以降
SASUKE「20周年記念大会」である第33回・第34回では解説者として番組に出演。また、長野が勤務するタカスイの社長の息子・高須清輝が出場。第33・34回では2ndのサーモンラダーまで進出、第35回では1stドラゴングライダーでリタイアを喫した。
第34回大会は、パイプスライダーでデモンストレーターとして参加（着地に失敗）。
第35～37回・39回は、収録会場に応援者として登場。第36回、第37回は横浜赤レンガ倉庫でのFINAL生放送の現場にゲストとして招待された。
第38回は、2019新型コロナウイルスの感染拡大や外国人選手の欠場、さらに山田の復活を聞いて、少しでも世の中を元気づけようと復活。大会前には体重が10kg近く増えていたが、1ヶ月で7kg減量して臨んだ。1stでドラゴングライダーまで到達したが、トランポリンジャンプの際に勢いが付き過ぎたことと、1本目のバーを両方とも順手で握ったことが仇となり、重力に耐え切れずリタイア（ゼッケン98）。この大会では森本裕介が2度目の完全制覇を達成。全競技終了後、森本が胴上げで3rdの池に落とされたが、その直後に長野も池に落とされ、森本と抱きしめあった。

#### 第40回大会
第40回ではゼッケン3998番で、長男の塊王（ゼッケン3914、ローリングヒルでリタイア）と共に出場。今回に向けて、月に4日ほどしかない休日を利用し、自宅の庭にドラゴングライダーの練習用セットを製作した。1stでは、フィッシュボーンで足場に直立したままポールを2本避ける荒業を見せ、前回出場時阻まれたドラゴングライダーにリベンジしたが、タイムロスを招いたこともあり2連そり立つ壁の2つ目に到達した瞬間にタイムアップ。自身初の4大会連続1stリタイアとなり、そり立つ壁系統のエリアでは通算は6回目のリタイアとなった。その後、公式YouTubeで公開された観賞会動画では、自身の挑戦の映像が流れた際、シルクスライダーの着地で足を痛めていたことを告発した。

#### 第41回大会
第41回は、第18回以来16年ぶりにゼッケン96番で登場。2年連続で親子揃っての出場となった。
先にゼッケン41番で登場した長野塊王は史上最年少1stクリアを達成し涙ながらに喜んだ。これに続こうと意気込み1stに挑むが、クワッドステップス1→2枚目の移行時に足が板から離れずバランスを崩し落水。長野史上最速のリタイアを喫した。本人はこのリタイアについて、競技前に靴裏に滑り止めスプレーを過剰に塗布していたことにより、固定された状態で上体だけで進もうとしたことが原因と語った。なお、完全制覇者の1st第1エリアでのリタイアは第9回大会の秋山以来2人目、SASUKEオールスターズの第1エリアリタイアは第39回の山田以来となったが、これらの成績も下回った。

#### SASUKE WORLD CUP 2024
JAPAN Legendのキャプテンを務めた。1stステージでは第5ヒートの最後で登場。前回失敗したクワッドステップスは無事クリアし、前回導入されたツインダイヤでは手を使うことなく攻略。ドラゴングライダーでは2本目のバーから着地ではバランスを崩しながらも着水ギリギリでクリア。そり立つ壁では左手がわずかにかかるも掴めずタイムアップとなり史上初50代でのファーストステージクリアはならなかった。

#### 第42回大会
第42回は、第25回大会以来14年ぶりに黒のタンクトップ以外で1stを挑戦した。新エリアのスクリュードライバーで危ない場面があったもののクリアし、ワールドカップと同様にツインダイヤで手を使うことなく攻略したが、ドラゴングライダーでトランポリンを十分に踏み込めず、焦りによりバーを順手と順手で握ってしまったことで、1本目→2本目の移行の際にバーを掴み損ね着水。第38回大会以来のドラゴングライダーでリタイアとなった（ゼッケン98）。

### 大会別成績
| 大会   | ゼッケン | 記録  | 記録                         | 記録                                 |
| 大会   | ゼッケン | STAGE | 記録                         | 備考                                 |
| ------ | -------- | ----- | ---------------------------- | ------------------------------------ |
| 第7回  | 87       | 1st   | そり立つ壁                   | タイムアップ、全カット               |
| 第8回  | 41       | 1st   | そり立つ壁                   | タイムアップ、ダイジェスト           |
| 第9回  | 61       | 3rd   | パイプスライダー             | 着地失敗、最優秀成績                 |
| 第10回 | 999      | 1st   | ジャンプハング               | 掴み失敗                             |
| 第11回 | 96       | FINAL | 10m綱登り                    | 残り約3m、最優秀成績                 |
| 第12回 | 100      | FINAL | 10m綱登り                    | ゴール地点、0.11秒届かず、最優秀成績 |
| 第13回 | 100      | FINAL | 10m綱登り                    | 残り約10cm、最優秀成績               |
| 第14回 | 100      | 3rd   | ジャンピングバー             | 3→4本目、掴み失敗                    |
| 第15回 | 100      | 2nd   | メタルスピン                 | 掴み失敗                             |
| 第16回 | 100      | 3rd   | デビルブランコ               | 突き放したパイプに届かず落下         |
| 第17回 | 99       | FINAL | 完全制覇                     | SASUKE史上2人目、最優秀成績          |
| 第18回 | 96 (※)   | 3rd   | 新クリフハンガー             | 下り段差、失格、最優秀成績タイ       |
| 第19回 | 100      | 1st   | フライングシュート           | 掴み失敗                             |
| 第20回 | 2000     | 2nd   | ダウンヒルジャンプ           | 掴み失敗                             |
| 第21回 | 100      | 3rd   | グライディングリング         | 最終地点、最優秀成績                 |
| 第22回 | 100      | 1st   | スライダージャンプ           | 掴み失敗                             |
| 第23回 | 100      | FINAL | Gロープ                      | 残り約20cm、最優秀成績               |
| 第24回 | 100      | 1st   | ジャンピングスパイダー       | 対岸地点                             |
| 第25回 | 99(※)    | 1st   | サークルスライダー           | リングに届かず                       |
| 第26回 | 99(※)    | 1st   | ジャンピングスパイダー       | 張り付き失敗                         |
| 第27回 | 100      | 3rd   | アルティメットクリフハンガー | 4→5本目                              |
| 第28回 | 100      | 1st   | 2連そり立つ壁                | 2つ目、タイムアップ                  |
| 第29回 | 100      | 1st   | 2連そり立つ壁                | 2つ目、タイムアップ                  |
| 第30回 | 2999     | 2nd   | スワップサーモンラダー       | 失格                                 |
| 第31回 | 98       | 1st   | そり立つ壁                   | タイムアップ                         |
| 第32回 | 100      | 1st   | ランバージャッククライム     | タイムアップ（ボタン前）             |
| 第38回 | 98       | 1st   | ドラゴングライダー           | 1本目滑走中に落下                    |
| 第40回 | 3998     | 1st   | 2連そり立つ壁                | 2つ目挑戦前にタイムアップ            |
| 第41回 | 96       | 1st   | クワッドステップス           | 1つ目、足が離れずそのまま着水        |
| 第42回 | 98       | 1st   | ドラゴングライダー           | 1→2本目                              |

- ※第18回大会はゼッケン争奪マラソンによってゼッケンが決定
- ※第25回大会は抽選によってゼッケンが決定されたが、完全制覇者3人（秋山和彦、長野誠、漆原裕治）にはシードとしてそれぞれ98,99,100のゼッケンが与えられた

### 通算成績
| 出場数 | 2nd進出 | 3rd進出 | FINAL進出 | 完全制覇 | 最優秀成績 |
| ------ | ------- | ------- | --------- | -------- | ---------- |
| 30回   | 14回    | 11回    | 5回       | 1回      | 8回        |

- 2024年 第42回大会終了時点
- 太字は最高記録

### SASUKEトライアル（2004年）
| 挑戦回数 | 制限時間 | 記録           | 記録                       | 順位 | クリア人数 |
| 挑戦回数 | 制限時間 | 結果           | 備考                       | 順位 | クリア人数 |
| -------- | -------- | -------------- | -------------------------- | ---- | ---------- |
| 1回目    | 80秒     | ターザンロープ | ロープクライムへの移行失敗 | 24位 | 15人       |
| 2回目    | 80秒     | クリア         | 残り時間：26.55秒          | 2位  | 15人       |

### SASUKE WORLD CUP 2024
| チーム      | 背番号 | ステージ | 出順            | 結果       | 備考         | ポイント |
| ----------- | ------ | -------- | --------------- | ---------- | ------------ | -------- |
| 日本 Legend | 1      | 1st      | 第5ヒート-7番目 | そり立つ壁 | タイムアップ | 30pt     |

## SASUKEでの主な記録
- 2ndステージクリア回数11回（竹田敏浩に次いで、山本進悟と並んで歴代2位）
- 史上最多タイファイナリスト 5回[注 21]
- 史上最多タイ最優秀成績者 8回[注 22]
- 連続した大会では歴代2位の8大会連続1stステージクリア（第11回～18回）[注 23]
- 史上最年長完全制覇（第17回：34歳）
- 26大会連続出場（第7回～32回。皆勤賞の山本進悟に次いで歴代2位。）

### 最速タイム
| 大会   | STAGE | 制限時間 | 残りタイム | クリア人数 | 備考                        |
| ------ | ----- | -------- | ---------- | ---------- | --------------------------- |
| 第9回  | 1st   | 77秒     | 22.85秒    | 7人        |                             |
| 第12回 | 1st   | 85秒     | 15.82秒    | 11人       |                             |
| 第12回 | 2nd   | 70秒     | 14.61秒    | 10人       |                             |
| 第13回 | 1st   | 80秒     | 29.03秒    | 10人       | 史上初の2大会連続最速タイム |
| 第13回 | 2nd   | 70秒     | 18.77秒    | 5人        | 史上初の2大会連続最速タイム |
| 第15回 | 1st   | 95秒     | 23.59秒    | 7人        |                             |
| 第17回 | FINAL | 30秒     | 2.56秒     | 1人        |                             |
| 第18回 | 1st   | 130秒    | 23.25秒    | 6人        |                             |

### テーマ曲
専用のBGMがテーマソングとして存在する。
| 曲名        | 出典 | 初使用回 |
| ----------- | ---- | -------- |
| Last Battle | X    | 第9回    |

## 特筆
過去8回最速タイムの経験があり、第41回時点では歴代1位である。1stでは過去5回（SASUKEトライアル含む）20秒台のタイムを残しており、30秒台も一度経験している。最後に最速タイムを経験した第18回以降最速タイムから遠ざかっているが、長野は「以前より体が動かなくなったこともありますが、エリアを確実にクリアするため、あえてスピードを落としています」と語っている。
3rdではクリフハンガーより手前で落ちた経験がなく、第18回の新クリフハンガーで失格になるまでは通算7度クリフハンガーに挑戦して無敗であった。第41回大会で森本裕介が8連勝を達成するまでは最多連勝記録だった。高確率で最終エリアまで進出し、出場者の多くが苦手としているパイプスライダーのジャンプは5回中4回成功している。第18回から第24回の7大会中4大会1stクリア、3回3rd進出は1位タイ。
FINAL進出5回は森本裕介と並んで歴代最多タイ。。その一方で「風に振られて綱登りで手間取る」「長野がボタン側に振られて0.11秒差で完全制覇を逃す」などの不運に見舞われることがあり、1度の完全制覇にかかった挑戦回数4回は歴代制覇者の中で最多である。また、第23回では機材トラブルで1stに2度挑んだことと、前回大会に比べて制限時間が5秒減少していたことが影響し、残り数10cmのところで完全制覇を逃した。
得意エリアとしてランプグラスパー、スパイダーウォーク、ボディプロップを上げている。
跳躍系エリアが苦手で、これまでに第10回のジャンプハング、第15回のメタルスピン、第25回のサークルスライダー、第26回のジャンピングスパイダーで跳躍時のミスにより落下している。また、第29回のロングジャンプでは跳躍時に力みすぎた影響で太ももを痛めてしまった。一方で過去全種類のトランポリンエリアのクリア経験を持つ唯一の選手である。
20回記念大会の2000番を含め15回のゼッケン100番、8回の最優秀記録、5回のFINAL進出は歴代最多もしくは最多タイ。STAGEクリア総回数31回は歴代2位。1st8大会連続クリアは竹田・森本と並んで歴代3位タイ。2nd進出回数14回は歴代3位タイ、3rd進出回数11回は山本と並んで歴代2位タイ、6大会連続ゼッケン100番は森本(33回大会〜継続中)に続き歴代2位。
最終エリア到達数は史上最多の7回。失敗したのは初の3rd進出の第9回と、リニューアル後初の到達者となった第21回。7回全てで最優秀成績に輝いている。
初の最優秀成績者となった第9回から最後となった第23回までは群を抜く成績を収めており、8度の最優秀成績だけでなく、ほとんどの大会で上位に食い込んでいる。この間の長野の成績を3度上回ったのは白鳥文平と山田康司のみである。

## 評価
史上4人目の完全制覇者の森本裕介は、「SASUKEにおける天才は誰か」の質問に長野を挙げ、「エリアの特性に合った合理的な動きをしていて、まったく無駄がありません」「エリアの攻略法を見つけるのが尋常じゃないくらい早いです」と評している。森本は番組を観始めた当初は出場を目指していなかったが、長野の完全制覇に影響され目指すようになった。
第37回ファイナリストの多田竜也は、パイプスライダーの練習で当初は長野の動きを只管真似していた。史上初の2回完全制覇の漆原裕治も「あの当時にあの動きを出来るのはマジで凄い」と絶賛している。
「SASUKEオールスターズ」の山本進悟は、SASUKE史上最強の選手に長野を挙げ、「今考えてみても、長野さんしかいない（中略）ヤバいのが出てきたと思った」「オリンピック選手とかアスリートの人もスゴいけど、長野さんのような動きをする人はいない」と評した。

## 筋肉番付シリーズでの活躍

### 黄金筋肉（基礎体力測定）
2004年の第13回大会終了後、『黄金筋肉』内の企画で、鹿児島県鹿屋体育大学で「基礎体力測定」が行われた。体脂肪率はマラソン選手に匹敵する5.7%を記録。長野は基礎トレーニングの経験が皆無であったにもかかわらず、オリンピックアスリート級の数値を記録した。前田明助教授は「普段全くトレーニングしていない人がこの値を出すのは驚きです。」というコメントを残している。その反面、自他共に認めるほど柔軟性に乏しく、前屈で手が届かないほどである。
| 種目               | 長野誠（32歳） | 男性31歳平均 |
| ------------------ | -------------- | ------------ |
| 比握力             | 84%            | 77%          |
| 比背筋力           | 230%           | 223%         |
| 垂直跳び           | 56cm           | 54.2cm       |
| 全身反応時間       | 0.248秒        | 0.364秒      |
| 腹筋（30秒）       | 32回           | 20.3回       |
| 反復横跳び（20秒） | 63回           | 45回         |

| 種目         | 長野誠  | プロ選手（野球、サッカー、五輪代表など） |
| ------------ | ------- | ---------------------------------------- |
| 脚筋力発電量 | 2165w   | 2000w                                    |
| 全身反応時間 | 0.248秒 | 0.250秒                                  |

### 海筋肉王（バイキング）
フジテレビの「海筋肉王」にも2005年度に2回出場。
個人戦第2弾に初参戦。長野は1stの計算エリア・パーレイで不安を抱えつつも、SASUKEオールスターズで唯一の1stクリア。FINALまで進出し、バーティカル・ロープで残り約50cm及ばず完全制覇を逃す。初挑戦にして最優秀成績となる。
個人戦第3弾に参加したが、本人が最も苦手とする1stの計算エリア・パーレイで落下。
| 大会        | ゼッケン | STAGE | 記録               | 備考                               |
| ----------- | -------- | ----- | ------------------ | ---------------------------------- |
| 個人戦第2弾 | 90       | FINAL | バーティカルロープ | 残り約50cmタイムアップ、最優秀成績 |
| 個人戦第3弾 | 99       | 1st   | パーレイ           |                                    |

### スポーツマンNo.1決定戦（モンスターボックス公認記録会）
2010年1月7日放送の『スポーツマンNo.1決定戦』で「モンスターボックス（跳び箱）公認記録会」に山本・竹田と共に参加。14段を記録した。

## 本大会以外での出来事
- 実の姉がKUNOICHIに出場した経歴がある。第5回に初出場し、1stの八艘跳でリタイア。第6回はスタートエリア浮遊走でリタイア。長野は姉と共に練習もした。第8回には、長野の妻が挑戦し、1stでリタイアも敗者復活を勝ち上がり2ndステージ進出を果たす。2ndは円柱乗まで進出した。
- アイドリング!!!の酒井瞳とは同郷であり、『KUNOICHI』第8回大会で対面している。
- 完全制覇後、長野の所属する株式会社タカスイが完全制覇記念の祝賀会を行った。タカスイの社長は、長野のSASUKE挑戦の度に緑山へ足を運んで応援をしていた。長野が1st、2ndで落ちた時は他の漁師や仲間に仕事の合間をぬって応援してくれ、何一つ嫌な顔せず送り出してくれる皆に会わせる顔がなく、何度もSASUKEをやめたくなったことを社長に話していたという。しかし、SASUKEは今しか出来ないということ、若いうちにしか出来ないということなどを言って励ましていたという。祝賀会では長野のスピーチが終えた後、社長からは「改めて、誠も男になった」と褒め、ファイナルステージを模したケーキの横で胴上げをし完全制覇を祝った。この模様は第17回大会の翌週日に完全ドキュメント「SASUKEに生きる男たち」で放送された。
- 2006年12月13日、お台場の「マッスルパーク」報道イベントに参加。その中には山田勝己、秋山和彦の顔もあった。長野はマッスルパークの各アトラクションでトップスコアも残す[注 32]。16日の一般公開日には、開園記念ゲストとして再び招かれ、子供達の前で『SASUKE』3rd STAGEのセットに挑戦した。
- 2007年4月29日、マグロフェスタに参加。同じ日に白鳥文平・竹田敏浩・秋山和彦も参加している。
- 同年10月16日、「『サスケ』に挑戦しよう 春日モリモリまつり」に竹田・山田と共に参加。
- 同年11月3日、ウキウキフェスタに参加。
- 2008年4月26日、マグロフェスタに参加。山田・竹田・秋山も参加し、翌日のフェスタには山本と参加した。
- 同年7月26日、宮崎県宮崎市で「冒険ビーチ・ビーチスポーツみやざきNo.1選手権」に実況のゲストとして呼ばれ、同日に竹田も参加している。第23回ではイベントで優勝した伊藤圭紀が出場し、2ndのサーモンラダーまで進出した。
- 同年11月16日、宮崎県延岡市のイベント「むかばき青少年自然の家 まつり」参加。
- 2010年8月、アメリカ版SASUKE「Ninja warrior」の予選会に漆原・奥山義行と共にゲスト出場。トランポリンを使いバーに飛びつくエリアで落下。この模様は第26回の直前特番で放送された。
- 同年12月30日、「男達の魂（うた）」という楽曲で歌手デビューを果たした（後述）。
- 2011年4月、マグロフェスタに参加。同日に山田・竹田・山本も参加。
- 2019年4月28・29日、「串木野マグロフェスティバル2019」に竹田・山本・日置・長崎峻侑・泉ひかりと共に参加。
- 同年6月21日、宮崎県延岡市の観光大使に就任。
- 2024年3月、島根県松江市で開催された「BSSまつり」に山田・森本と共にゲスト出演した[動画 16]。

## 作品

### シングル
|     | 配信日       | タイトル         | レーベル             | 収録曲 | 備考           |
| --- | ------------ | ---------------- | -------------------- | --- | -------------- |
| 1st | 2011年4月6日 | 友情と闘いの軌跡 | スタイリッシュブルー | 1.男達の魂(うた) 2.こんぴら丸の歌～運搬船編～ 3.男達の魂(うた)カラオケ 4.こんぴら丸の歌～運搬船編～ カラオケ | 歌手デビュー作 |

## 出演

### テレビ
- 筋肉番付（TBS）
- SASUKE（2001年 - TBS）
- ZONE（TBS）
- 体育王国（TBS）
- 黄金筋肉（TBS）
- 海筋肉王（フジテレビ）
- KUNOICHI（TBS、2006年第5回大会、2009年第8回大会、2018年第11回大会）
- BODY（TBS）
- サスケマニア（TBS）
- 3分限定チャレンジ 3minutes‼（2009年3月4日、TBS）
- スポーツマンNo.1決定戦（2010年1月7日、TBS、山本進悟、竹田敏浩と共に出演）
- いきなり!黄金伝説（2010年6月10日、テレビ朝日）
- 時空を超えた大実験!（2010年10月30日、TBS、山本進悟、秋山和彦、高橋賢次と共に出演）
- 世界の果てまでイッテQ!（2020年10月25日、日本テレビ）

### ウェブテレビ
- ボブ・サップ緊急来日!第1回Abema杯5種競技HAOOO5!（2017年10月14日、10月22日、AbemaTV）[12]

### ラジオ
- 地元インターネットラジオ よだらじ（2008年1月5日・第90回、4月19日・第106回、10月18日・第131回、2009年4月19日・第157回、11月8日・第186回）

### DVD
- 『SASUKE』30回記念DVD 〜SASUKEヒストリー＆2014スペシャルエディション〜

### 雑誌
- 週刊プレイボーイ（2022年12月12日、集英社）